# George E. Lynch

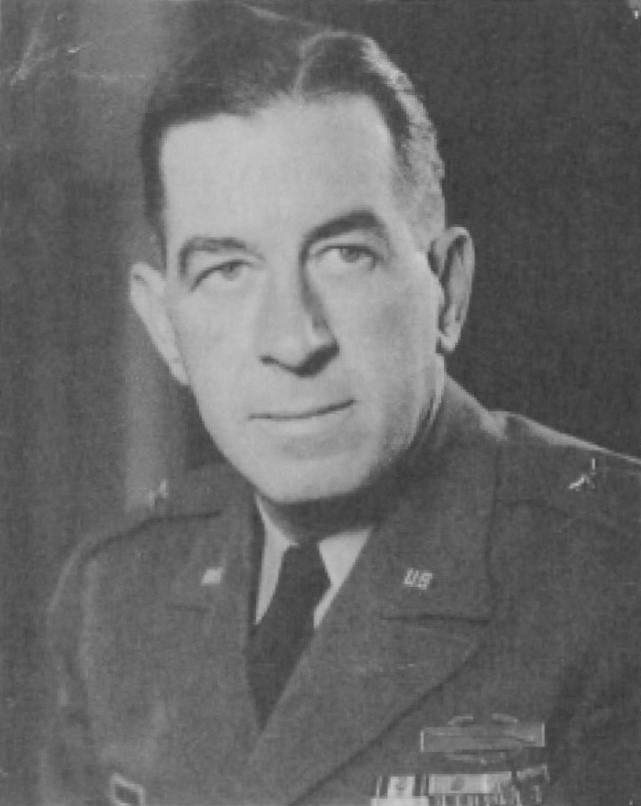
George E. Lynch

George Edward Lynch (* 13. Juni 1907 in West Point, New York; † 18. April 1987 in Atlanta, Georgia) war ein Generalmajor der United States Army. Er war unter anderem Kommandeur der 3. Infanteriedivision.

## Leben
George Lynch war ein Sohn von George Arthur Lynch (1880–1962) und dessen Frau Gladys Mona Chynoweth (1885–1951). In den Jahren 1925 bis 1929 durchlief er die United States Military Academy in West Point. Nach seiner Graduation wurde er als Leutnant der Infanterie zugeteilt. In der Armee durchlief er anschließend alle Offiziersränge vom Leutnant bis zum Zwei-Sterne-General.
In seinen jüngeren Jahren absolvierte er den für Offiziere in den niederen Rangstufen üblichen Dienst in verschiedenen Einheiten und Standorten. Während des Zweiten Weltkriegs war er auf dem europäischen Kriegsschauplatz eingesetzt. Dabei gehörte er zunächst dem Stab der 82. Luftlandedivision an. Dort leitete er deren Stabsabteilung G2 (Nachrichtendienste). Dabei nahm er an der Landung der Alliierten auf Sizilien und dem Beginn des Italienfeldzugs teil. Später erhielt er das Kommando über das 142. Infanterieregiment, das der 36. Infanteriedivision unterstand. Diese war an der Operation Dragoon, der Landung der Alliierten in Südfrankreich, beteiligt und stieß dann durch das Rhonetal nach Norden Richtung Vogesen und Deutschland vor.
Nach dem Krieg setze Lynch seine Offizierslaufbahn in verschiedenen Einheiten und Generalstäben fort. Im Oktober 1955 erhielt er als Nachfolger von Haydon L. Boatner das Kommando über die 3. Infanteriedivision, die damals vorübergehend in Fort Benning, dem heutigen Fort Moore in Georgia, stationiert war. Dieses Amt bekleidete er bis zum Februar 1957. Über weitere Verwendungen und den genauen Zeitpunkt seiner Pensionierung ist in den Quellen nichts überliefert.
George Lynch starb am 18. April 1987 in Atlanta und wurde auf dem Fort Benning Main Post Cemetery beigesetzt.
Im Lauf seiner militärischen Laufbahn erhielt er unter anderem die Orden Silver Star und Legion of Merit.